# Josuha Guilavogui
Josuha Guilavogui (Ollioules, 19 de setembro de 1990), é um futebolista francês que joga como volante. Atualmente está sem clube.
Em 23 de outubro de 2024, Guilavogui se transferiu ao Leeds United num contrato válido até o fim da temporada.

## Carreira
Guilavogui começou a carreira no Saint-Étienne.

## Títulos
Saint-Étienne
- Copa da Liga Francesa: 2012–13

Atlético de Madrid
- Campeonato Espanhol: 2013–14

Wolfsburg
- Copa da Alemanha: 2014–15
- Supercopa da Alemanha: 2015

Leeds United
- EFL Championship: 2024–25